# Käyläkkäjärvi (Karesuando socken, Lappland, 759325-178467)
Käyläkkäjärvi är en sjö i Kiruna kommun i Lappland och ingår i Torneälvens huvudavrinningsområde. Sjön har en area på 0,331 kvadratkilometer och ligger 351,3 meter över havet. Käyläkkäjärvi ligger i Pessinki fjällurskog Natura 2000-område. Sjön avvattnas av vattendraget Myllyjoki.

## Delavrinningsområde
Käyläkkäjärvi ingår i det delavrinningsområde (760138-178551) som SMHI kallar för Utloppet av Vuontisjärvi. Medelhöjden är 353 meter över havet och ytan är 45,84 kvadratkilometer. Det finns inga avrinningsområden uppströms utan avrinningsområdet är högsta punkten. Myllyjoki som avvattnar avrinningsområdet har biflödesordning 4, vilket innebär att vattnet flödar genom totalt 4 vattendrag innan det når havet efter 398 kilometer. Avrinningsområdet består mestadels av skog (67 procent) och sankmarker (28 procent). Avrinningsområdet har 1,87 kvadratkilometer vattenytor vilket ger det en sjöprocent på 4,1 procent.